# Валюти Європейського Союзу

Валюти країн членів ЄС

Держави-члени Європейського Союзу станом на 2023 рік використовують 8 різних валют. Більшість країн-членів Євросоюзу належать до Єврозони, а їхнім офіційним засобом платежу є євро. Інші 7 держав, серед яких Болгарія, Данія, Польща, Румунія, Угорщина, Чехія і Швеція, продовжують використовувати власні національні валюти.

## Валюти країн членів Європейського союзу
Таблиця нижче містить 8 валют країн членів ЄС.
| Валюта           | Країна   | Символ | ISO |
| ---------------- | -------- | ------ | --- |
| Євро             | Єврозона | €      | EUR |
| Болгарський лев  | Болгарія | лв     | BGN |
| Чеська крона     | Чехія    | Kč     | CZK |
| Данська крона    | Данія    | kr     | DKK |
| Угорський форинт | Угорщина | Ft     | HUF |
| Польський злотий | Польща   | zł     | PLN |
| Румунський лей   | Румунія  | Leu    | RON |
| Шведська крона   | Швеція   | kr     | SEK |

Особливий статус використання на території ЄС можуть мати і інші валюти країн не членів ЄС (наприклад таких як швейцарський франк та турецька ліра) що визначається міжнародними угодами.

## Історичні валюти
Таблиця нижче містить перелік валют країн-учасниць ЄС та їх історичні валюти що існували до впровадження в обіг євро.
| Валюта                       | Країна          | Символ         | ISO   | Рік переходу на Євро                              |
| ---------------------------- | --------------- | -------------- | ----- | ------------------------------------------------- |
| Австрійський шилінг          | Австрія         | S or öS        | (ATS) | 1999/2002                                         |
| Бельгійський франк           | Бельгія         | fr.            | (BEF) | 1999/2002                                         |
| Нідерландський гульден       | Нідерланди      | ƒ or fl.       | (NLG) | 1999/2002                                         |
| Фінляндська марка            | Фінляндія       | mk             | (FIM) | 1999/2002                                         |
| Французький франк            | Франція         | ₣, F or FF     | (FRF) | 1999/2002                                         |
| Німецька марка               | Німеччина       | DM             | (DEM) | 1999/2002                                         |
| Ірландський фунт             | Ірландія        | £              | (IEP) | 1999/2002                                         |
| Італійська ліра              | Італія          | ₤, L. or LIT   | (ITL) | 1999/2002                                         |
| Люксембурзький франк         | Люксембург      | fr. or F       | (LUF) | 1999/2002                                         |
| Португальське ескудо         | Португалія      | or $           | (PTE) | 1999/2002                                         |
| Іспанська песета             | Іспанія         | ₧              | (ESP) | 1999/2002                                         |
| ЕКЮ (валюта попередник євро) | Єврозона        | ₠, ECU or XEU  | (XEU) | 1999/2002                                         |
| Грецька драхма               | Греція          | Δρχ., Δρ. or ₯ | (GRD) | 2001/2002                                         |
| Словенський толар            | Словенія        | SIT            | (SIT) | 2007                                              |
| Мальтійська ліра             | Мальта          | ₤ or Lm        | (MTL) | 2008                                              |
| Кіпрський фунт               | Кіпр            | £              | (CYP) | 2008                                              |
| Словацька крона              | Словаччина      | Sk             | (SKK) | 2009                                              |
| Естонська крона              | Естонія         | Kr             | (EEK) | 2011                                              |
| Латвійський лат              | Латвія          | Ls             | (LVL) | 2014                                              |
| Литовський лит               | Литва           | Lt             | (LTL) | 2015                                              |
| Фунт стерлінгів              | Велика Британія | £              | GBP   | член ЄС до Брекзіту, перехід на євро невідбувався |
| Хорватська куна              | Хорватія        | kn             | (HRK) | 2023                                              |

В Європі існують країни не члени ЄС які прийняли євро по спеціальним угодам з ЄС такі як: Андора, Монако, Сан-Марино, Ватикан, або прийняли євро в односторонньому порядку без угоди як Чорногорія яка впровадила євро.